# Salome Lang
Salome Lang (18 de noviembre de 1997) es una deportista de Suiza que compite en atletismo. Ganó una medalla de oro en el Campeonato Europeo de Atletismo por Equipos de 2021, en la prueba de salto de altura.